# KSF Kopenhagen
Le KSF Kopenhagen est un club de hockey sur glace de Copenhague au Danemark.

## Historique
Le club est créé en 1869. Il a remporté la AL-Bank ligaen à 10 reprises.

## Palmarès
- Championnat du Danemark :
  - Champion (10) : 1956, 1960, 1961, 1962, 1964, 1965, 1966, 1970, 1972 et 1976
  - Vice-champion (6) : 1955, 1967, 1973, 1974, 1975 et 1978